# دونالد كول (صحفي)
دونالد كول (بالإنجليزية: Donald Kaul)‏ هو صحفي وكاتب العمود أمريكي، ولد في 25 ديسمبر 1934 في ديترويت في الولايات المتحدة، وتوفي في 22 يوليو 2018 في واشنطن العاصمة في الولايات المتحدة.